# Olusegun Obasanjo
Matthew Olusegun Aremu Obasanjo (født 5. marts 1937), yoruba Oluṣẹgun Mathew Okikiọla Arẹmu Ọbasanjọ, translitereret: "Oluse-jUn ObA.san.jO") er en pensioneret general og tidligere præsident i Nigeria. Obasanjo var en karrieresoldat før han tjente sit land to gange som dets leder, en gang som militærleder mellem 13. februar 1976 og 1. oktober 1979 og igen fra 1999 til 2007 som valgt præsident.
I august 2021 udpegede Den Afrikanske Union Olusegun Obasanjo som høj repræsentant for fred på Afrikas horn.